# Feces de Cima
Feces de Cima (llamada oficialmente Santa María de Feces de Cima) es una parroquia y un lugar del municipio español de Verín, en la provincia de Orense, Galicia.

## Organización territorial
La parroquia está formada por una entidad de población:
- Feces de Cima

## Demografía
Gráfica demográfica de la villa y parroquia de Feces de Cima según el INE español:
| Gráfica de evolución demográfica de Feces de Cima entre 2000 y 2023 |
|                                                                     |
| Datos según el nomenclátor publicado por el INE.                    |